# Tarak Ben Ammar
Tarak Ben Ammar (in arabo طارق بن عمار‎?; Tunisi, 12 giugno 1949) è un imprenditore e produttore cinematografico tunisino, proprietario della società di produzione e distribuzione francese Quinta Communications controllando così tra gli altri Prima TV - e quindi anche Sportitalia (fino al 2020), Nessma, Lux Vide - e la Eagle Pictures.
Nel corso degli anni è diventato socio di Silvio Berlusconi, Rupert Murdoch, Leo Kirch, Enrico Mentana e Naguib Sawiris in varie avventure mediatiche e ha fatto da mediatore alle visite dell'ex Premier italiano nel Nord Africa.
Storico amico di Bettino Craxi, Gheddafi e Nicolas Sarkozy e anche manager di Michael Jackson, la sua forza viene dall'essere il rappresentante della finanza francese in Italia conferendogli un ruolo chiave nel Cda di Assicurazioni Generali, Mediobanca, Telecom Italia e Vivendi per l'imprenditore francese Vincent Bolloré oltre ad aver rappresentato il principe saudita Al-Walid bin Talal in Mediaset negli anni '90.
Complessivamente la capacità di negoziazione ha fruttato a Ben Ammar nel corso degli anni oltre 100 milioni di dollari in operazioni da più di 13 miliardi.

## Biografia

### Formazione
Nasce a Tunisi, nell'allora Tunisia francese, il 12 giugno del 1949, figlio di Mondher Ben Ammar, un facoltoso avvocato e diplomatico tunisino, fratello minore di Wassila Ben Ammar (la seconda moglie del presidente Habib Bourguiba), e di Simone Gaggeri, una benestante còrsa, convertitasi all'Islam in occasione delle sue nozze. Ben Ammar cresce in un ambiente laico e progressista, molto aperto nei confronti delle altre culture.
Nel 1958 il padre è ambasciatore in Italia e lui frequenta una scuola americana a Roma per imparare la lingua e a 13 vive in un pensionato dei preti sulla via Aurelia. Ha modo di ammirare e conoscere i grandi artisti del cinema italiano come Vittorio De Sica, Roberto Rossellini e Franco Zeffirelli ed è così che in lui nasce la passione per il cinema.
Consegue un diploma in Economia internazionale alla Edmund A. Walsh School of Foreign Service presso la Georgetown University di Washington con il futuro presidente Bill Clinton e rientra in Tunisia nel 1970 iniziando a lavorare come autista, assistente, rappresentante, contabile, assistente di scena: è il trait d'union tra le autorità, gli albergatori e i tecnici.
Promuove il suo paese come luogo ideale per le riprese cinematografiche al posto di Spagna e Italia e in questa veste riesce a convincere prima Francesco Rosi e poi Roberto Rossellini a girare negli studi tunisini Il caso Mattei e Il messia. Invece di farsi pagare la consulenza, chiede di partecipare con piccole quote di minoranza alle produzioni diventando così co-produttore.

### Gli inizi con la Carthago Films
Nel 1974 crea la Carthago Films, società di produzione cinematografica con un capitale di 300.000 franchi. Negli anni diventa così produttore, produttore esecutivo e/o associato di circa 70 film con 300 dipendenti per un budget totale di 500 milioni di dollari. Per le riprese impone la partecipazione e la formazione di stagisti e tecnici locali. Costruisce grandi studio a Monastir, a El Kantaoui e a Hammamet generando un milione di giornate di lavoro, 25.000 posti di lavoro in trent'anni, 250 milioni di euro in valute straniere. Nei film italiani girati in Tunisia sono italiani produttore esecutivo, organizzatore, direttore di produzione, scenografo, costumista, trucco e parrucco mentre il resto dello staff è tunisino. Nel 1985 ci sono 65 sale cinematografiche in Tunisia mentre oggi, a causa della pirateria, ce ne sono solo 15.
Nel 1976 esce la sua prima produzione ovvero Profezia di un delitto di Claude Chabrol e con Franco Nero e Stefania Sandrelli, costato 5 milioni di franchi e rivelatosi un grande flop. Nello stesso anno, tramite uno scenografo, fa la conoscenza del regista George Lucas che sta cercando dei paesaggi lunari per il suo nuovo film e così cinque mesi di riprese della prima saga di Guerre stellari e in parte anche quelle seguenti vengono girate nel villaggio di Tataouine. Nel 1981 Lucas farà girare qui anche il capostipite della saga di Indiana Jones, I predatori dell'arca perduta di Steven Spielberg. Fra i suoi lavori vi sono anche Gesù di Nazareth di Franco Zeffirelli (1977), Brian di Nazareth di Terry Jones (1979) e l'adattamento cinematografico de La Traviata del 1983 sempre di Zeffirelli.
Nel 1982 il presidente francese François Mitterrand visita gli studi tunisini e dopo poco tempo Ben Ammar riceve la Legion d'onore a soli 33 anni.

### L'incontro con Berlusconi
Nel 1984 l'imprenditore Silvio Berlusconi e il manager Fedele Confalonieri, facendo una passeggiata sulla spiaggia di Hammamet in attesa di cenare a casa dell'amico Bettino Craxi, incontrano Ben Ammar attorniato da cinque modelle che stanno girando un film di Aldo Maccione: scatta l'invito a cena a casa di Craxi alla presenza di Tony Renis, dove Tarak porta tutte le protagoniste della produzione diventando l'eroe della serata. Ben Ammar e Berlusconi collaborano così alla produzione della serie TV A.D. - Anno Domini.
Sua zia viene ripudiata dal marito presidente mentre si trova in esilio a Parigi e così le sue attività cinematografiche in Tunisia vengono sospese, gli studi di Monastir e El Kantaoui chiusi e persino saccheggiati e i tecnici lasciati disoccupati ma riesce comunque a rimborsare i suoi 38 milioni di euro di debiti grazie al suo catalogo di film. Si lancia quindi nell'audiovisivo e al riguardo dice: "Senza l'irruzione delle televisioni private comparse in Europa negli anni '80, non ce l'avrei fatta".
Nel frattempo intenta un'azione legale contro la Universal Studios per essersi tirata indietro dalla produzione di Pirati di Roman Polański con 7 milioni di dollari già investiti da lui. Allora Dino De Laurentiis, insieme alla MGM e ad alcuni finanzieri emiri, va in soccorso di Ben Ammar per la produzione del film che negli Stati Uniti è un fallimento mentre in Europa raccoglie 1,5 milioni di incassi in media per paese. Vince poi la causa nel luglio 1991 ottenendo 16 milioni di dollari come risarcimento danni. La sentenza viene confermata nel 1994.

### La fondazione di Quinta
Nel 1990 Ben Ammar fonda la Quinta Communications con un capitale di 30 milioni di franchi come risultato dell'incontro tra lui e Berlusconi (come si evince dal sito della società, con sede in Avenue Hoche 16 a Parigi), un gruppo integrato del settore audiovisivo con una dimensione internazionale, che offre servizi vari, dalla post-produzione in studio alla distribuzione, ma anche finanziamenti e televisione in Francia e in Italia.
Quinta prende avvio nel 1994 con la co-produzione della Lux Vide di Ettore Bernabei, di cui Ben Ammar in futuro arriva a detenere il 25%.
Oggi il gruppo Quinta è composto da Quinta Communications, Quinta Distribution e Quinta Industries.

### I primi grandi affari
Nel 1993, in collaborazione con il principe saudita Al Waleed, amico di famiglia, e la Dallah Al-Baraka, gruppo controllato dallo sceicco Salah Abdullah Kamel, Ben Ammar contribuisce alla creazione della Arab Radio and Television Network (ART). I tre collaborano poi nel 1995 all'installazione del servizio RAI via satcast in Nord e Sud America.
Nel 1994 riceve un mandato di banchiere d'affari da Berlusconi per rilanciare la sua società, Fininvest.
L'anno dopo Ben Ammar entra in contatto per la prima volta con Rupert Murdoch mediando nella fallita acquisizione di Mediaset, peraltro appena sbarcata in Borsa con il suo aiuto, a causa del veto dei figli del Cavaliere mentre poco dopo contribuisce positivamente all'acquisizione del 2,7% del gruppo per 100 milioni di dollari da parte di Al-Waleed, il quale si reca anche a Palazzo Chigi per discutere con il premier Berlusconi del tema delle privatizzazioni di Eni, Enel e Finmeccanica. Ben Ammar nel 1996 ottiene così un posto nel Cda di Mediaset, carica che non ricopre più dal momento in cui il saudita cede la sua quota.
Sempre al 1995 risale l'ingresso in Quinta dell'imprenditore tedesco Leo Kirch e del suo acquisto di quote Mediaset per 1 miliardo di dollari, insieme al Nethold Group di Pretoria e grazie alla mediazione di Ben Ammar. Il primo incontro con il tedesco risale al 1983, quando collaborano alla produzione della Traviata di Zeffirelli.
Nel frattempo diventa amico e manager del cantante Michael Jackson nel periodo comprendente l'HIStory World Tour, organizzato da Ben Ammar e Al-Waleed per Kingdom Entertainment (1996-1997).
Nel 1997 per Al-Waleed investe 400 milioni di dollari nella News Corporation di Murdoch. Ben Ammar arriva quindi così a supervisionare tutti gli investimenti del principe saudita nel campo dei media.
Nel 1998 Murdoch, Berlusconi e Al-Waleed sono vicini al raggiungimento di un accordo per acquistare fino al 25% del debito a carico di Kirch Group per 2 miliardi ma per motivi di bilancio salta questo affare, intavolato ancora una volta da Ben Ammar.
Nel 1999 si occupa di investire 1,4 miliardi di dollari della BSkyB di Murdoch in Première, pay-tv di Leo Kirch, e 1,3 miliardi di Berlusconi, Al-Waleed e Lehman Brothers in Kirch Media.
Nel 2000 Kirch, Ben Ammar e Berlusconi si impegnano con Emotion ad acquistare singolarmente film americani come La leggenda di Bagger Vance e Bandits da distribuire chi in Germania (Kirch), chi in Italia e Spagna (Berlusconi) e chi in Francia e Inghilterra (Ben Ammar).
Intanto partecipa alla venture Global Partners insieme alla ABN AMRO, la più grande banca d'Olanda. In questo paese è peraltro attivo con la holding Holland Coordinator & Services Bv (HC&S) che in Italia fa riferimento alla Holland Coordinator & Service Company Italia S.p.A. abbreviato in Holland Italia.
Nel febbraio 2002 con il laboratorio di fotochimica Ex Machina si occupa della stampa e dello sviluppo delle copie dei film, attività complementare a quella di LTC, nel quale capitale entra a giugno.
Dal 2003 poi con Duran Duboi, gruppo specializzato nel digitale, si occupa di post-produzione, effetti speciali, immagini 3D, suono e mixage di suono.
Insieme alla Lux Vide e con un investimento da 20 milioni di dollari, lancia poi gli Empire Studios (3 set da 5.500 m² su 11 ettari) a Latrach, tra Hammamet e Tunisi, scelto per la sua somiglianza con Roma. Ben Ammar ottiene così una quota del 25% della Lux Vide.

### La nascita di Sky e l'acquisizione delle prime tv
Vede poi fallire il gruppo dell'amico Leo Kirch e riesce a convincere Jean-Marie Messier, AD della Vivendi, a vendere TELE+ alla News Corporation dell'amico Rupert Murdoch per 920 milioni di euro mentre Telecom Italia per 48 milioni cede al gruppo la sua metà di Stream TV (l'altra è già in mano a Murdoch dal 2000). Nel marzo 2003 la Commissione europea autorizza la fusione tra TELE+ e Stream TV da cui il 31 luglio 2003 nasce Sky Italia imponendo a Murdoch di vendere due frequenze. Così Ben Ammar ne approfitta proponendosi come acquirente per lanciarsi come operatore televisivo in Italia ma sempre la Commissione fa sapere che lui non è un operatore e che deve associarsi a un professionista. Di conseguenza coinvolge come socio il Groupe TF1 di Patrick Le Lay, gruppo francese già proprietario dei canali TF1 e Eurosport.
Con il permesso dell'Authority, Sky cede alla HC&S di Ben Ammar le frequenze terrestri di Europa TV per 70 milioni di euro (ne venderà poi il 49% per 40 milioni a TF1) e del 95% del multiplex Prima TV, tramite Quinta, per 40 milioni. La vendita di quest'ultima viene autorizzata a patto che le frequenze, destinate originariamente a finire sul satellite al pari di Rete 4 dal 31 dicembre, vengano utilizzate per la pay-tv o per la sperimentazione digitale.
Nascono così le società Prima TV S.p.a. e Europa TV S.p.a. che ottengono il via libera dalla Commissione europea e, successivamente, dalle competenti autorità italiane ed europee. Il ministro berlusconiano Maurizio Gasparri emette poi un decreto che autorizza a trasformare le concessioni da reti TV criptate a reti TV in chiaro: ecco quindi Europa TV trasmettere sulle vecchie frequenze di TELE+ 2 (TELE+BIANCO) il nuovo canale Sportitalia, costola italiana di Eurosport per il quale viene fatto un investimento da 25-30 milioni.
Prima TV invece, sulle frequenze di TELE+1 (TELE+NERO) lancia il multiplex Dfree con 7 canali, digitalizzando così le proprie frequenze grazie a Elettronica Industriale (gruppo Mediaset), e su cui trasmette per un certo periodo Sportitalia; vi sono trasmessi Premium Cinema HD, Premium Cinema 2 HD e Premium Cinema Energy HD.
Sportitalia e Dfree vengono presentati il 3 febbraio 2004 all'Hotel Four Seasons di Milano con una conferenza stampa alla quale partecipano anche Patrick Le Lay e Angelo Codignoni, presidente di Eurosport. Le trasmissioni prendono il via il 6 febbraio.
In Italia Ben Ammar sempre in qualità di banchiere d'affari rappresenta anche gli interessi dell'imprenditore francese Vincent Bolloré, suo vicino di casa a Parigi, nei CdA di Mediobanca (dal 2003 con il 10%) e Assicurazioni Generali consolidando la presidenza di Antoine Bernheim.
Diviene noto in Francia all'inizio del 2004, quando decide di distribuire tramite la neonata Quinta Distribution il film di Mel Gibson La passione di Cristo, nonostante le polemiche che lo accompagnano, mobilitandosi su tutti i campi (telegiornali, talk-show, stampa scritta) per difendere la pellicola.
Nel 2005 diventa socio dei fratelli Harvey e Bob Weinstein (ex Miramax) nella neonata The Weinstein Company, casa di distribuzione e produzione cinematografica statunitense sostenuta inizialmente da una raccolta fondi promossa dalla Goldman Sachs: per 30 milioni di euro entra nel board della società con il 20% e si assicura l'esclusiva per la distribuzione in Francia con TF1.
Il gruppo Thomson (oggi noto col nome di Technicolor) acquista il 17% del Dataciné Group, raggruppante le attività di post-produzione di Quinta e che cambia poi nome in Quinta Industries con Ben Ammar che ne detiene l'83%.
In Tunisia lancia LTC-Gammarth, laboratorio per la supervisione di tutta la post-produzione dell'immagine e del suono, attività che in seguito Ben Ammar introduce anche in Francia.
Entra poi a far parte della giunta della Confindustria regionale del Lazio come personaggio rappresentativo della realtà economica legata alla comunicazione.

### Le acquisizioni importanti
Nel febbraio 2007 la HC&S acquisisce il 43% del capitale della Éclair, casa di produzione cinematografica francese, tramite l'acquisto della società Téléclair, in mano fino ad allora alla famiglia Dormoy. Nel dicembre dello stesso anno Quinta Industries diventa l'unico azionario della casa di produzione acquistando per 13 milioni di euro il restante 57% ancora in mano al fondo d'investimento ETMF2 di BNP Paribas. Il tunisino diventa così proprietario di tutti i laboratori cinematografici francesi (Éclair, GTC, Télétota e Centrimage).
Nel marzo seguente a sorpresa decide di chiamarsi fuori dalla quota di maggioranza dei laboratori in circostanze mai del tutto chiarite. La fusione dei più grandi laboratori di produzione cinematografici francesi a tutt'oggi non si è ancora verificata, motivo di gioia per i produttori francesi e per la diversità culturale francese nel suo complesso.
Nel frattempo su uno spazio di 10 ettari inaugura gli studi di Ben Arous nei pressi di Tunisi. Qui verrà poi girato Baarìa, film di Giuseppe Tornatore.
Nello stesso anno Quinta acquista poi, proprio da Prima TV e con l'aiuto di Goldman Sachs e Interbanca, il 67,47% della Imperium Spa (Prima TV ne possiede ancora il 17,53%) che controlla al 75% la Eagle Pictures, distributore italiano indipendente di film come la saga di Twilight ed il vincitore del premio Oscar Il discorso del re.
Inoltre acquisisce una quota della Alliance Films formando una sezione canadese e una europea con il capitale diviso con la Goldman Sachs Capital Partners e altri investitori canadesi. La Alliance viene poi ceduta cinque anni più tardi al gruppo Entertainment One.
Sempre per Quinta in Tunisia nel 2007 i fratelli Karoui, proprietari del gruppo pubblicitario Karoui & Karoui World, lanciano Nessma Tv, canale contraddistinto dal netto taglio europeo e prossimo allo sbarco sul digitale terrestre. Il 21 maggio 2008 con una conferenza stampa svoltasi al Festival di Cannes viene annunciato l'ingresso in Nessma Tv di Mediaset rappresentato dal manager Andrea Goretti e Prima TV con il 25% ciascuno. Nessma opera anche in Libia.
A febbraio al Festival internazionale del cinema di Berlino annuncia la sua nuova strategia di distribuzione di film a livello europeo in partnership con la banca Goldman Sachs.
Prima TV è coinvolta anche nella produzione cinematografia con una partecipazione del 25% nella Lux Vide di Ettore Bernabei in cui la controllata Quinta Industries è già operativa in Francia.
Nel frattempo su uno spazio di 12 ettari inaugura anche gli studi di Gammarth nei pressi di Tunisi e a un livello inferiore rispetto ai laboratori che si chiamano allo stesso modo.
Nel gennaio 2010 Ben Ammar prende parte alla commemorazione ufficiale tenuta alla Biblioteca del Senato per il decennale della morte di Bettino Craxi. In tale occasione esprime giudizi molto positivi sullo spessore umano, culturale e politico di quest'ultimo.
Il 19 maggio dello stesso anno annuncia una collaborazione effettiva con la The Weinstein Company.
Al 2011 Ben Ammar detiene il 68% di Quinta Communications, Berlusconi con Fininvest e attraverso la controllata lussemburghese Trefinance sa ne detiene il 22% mentre Gheddafi ne detiene il restante 10% dal 2009 con un investimento da 10 milioni fatto tramite la società maltese Lafi Trade controllata dal fondo sovrano Lybian Investment Authority.
Ad agosto partecipa al Meeting per l'amicizia fra i popoli di Rimini, una manifestazione organizzata dal movimento ecclesiale cattolico di Comunione e Liberazione.

### La collaborazione con Besson e Sawiris e la chiusura di Sportitalia
Insieme al produttore e regista francese Luc Besson, conosciuto nel 1983 sul set de Le Grand Carnaval, e con il supporto tecnico di Technicolor, inaugura poi Cinema City, una sorta di Cinecittà parigina dove raggruppa anche le strutture Franceincluding LTC, Ex-Machina e Les Audis de Joinville.
Nel frattempo Quinta organizza il Tunisian Mobile Film Festival negli Empire Studios e il Sunny Street Day Festival nei Carthago Film Studios.
Nel dicembre dello stesso anno Ben Ammar diventa proprietario di On-tv, il "media network" egiziano indipendente di proprietà di Naguib Sawiris, ex proprietario della Wind. Su 180 milioni di persone appartenenti al mondo arabo, di cui 90 sono nord-africani e 80 egiziani, Nessma Tv e On-tv hanno una media di 40 milioni di telespettatori al giorno pari a circa il 24% di share. Tutte le tv del Maghreb sono nelle mani degli Stati o di emiri legati al potere politico mentre queste due sono in mano al privato e sostengono la primavera araba a discapito del regime del presidente Ben Ali.
Tra il 2003 e il 2012 collabora con la Lux Vide alla realizzazione di 10 sceneggiati "religiosi" per la RAI.
Il 15 maggio 2013 al Festival di Cannes viene annunciato l'acquisto del 30% di Quinta per 100 milioni di euro da parte dell'amico egiziano Naguib Sawiris con l'obiettivo di ampliare il gruppo acquisendo, sia in Italia che nel resto del mondo, il controllo di società operanti nel settore dei media. Il primo progetto cinematografico annunciato al Festival è il thriller in lingua araba Beretta, scritto e diretto dalla regista esordiente del Qatar Sophia Al-Maria.
Il 29 luglio Sportitalia viene ceduta alla LT Multimedia di Valter La Tona, ex Fininvest, traslocando su Tivùsat, la prima piattaforma satellitare gratuita italiana per la televisione digitale satellitare creata da Tivù S.r.l., società italiana partecipata da Rai, Mediaset, Telecom Italia Media, FRT e Aeranti-Corallo.
Il fatturato del 2013 di Quinta è pari a 20 milioni di euro.

### Sviluppi recenti
In riguardo al processo sulla compravendita di diritti televisivi da parte di Berlusconi e del presunto socio occulto Frank Agrama, Ben Ammar dichiara: "Io sono l'unico socio di Berlusconi e ho risposto a tutte le accuse secondo le quali Frank Agrama è il suo socio occulto. Agrama non è mai stato socio di Berlusconi. Non l'ho detto mai ai giudici perché loro non mi chiamano mai. Conosco tutti gli affari di Berlusconi negli ultimi trent'anni compreso quello dei diritti tv, e posso dire con certezza che Silvio è innocente. E vedrete: non sono finite le sorprese su questo argomento".
In un'intervista del gennaio 2014 smentisce le voci di un suo possibile interesse ad acquistare la RAI nel caso venisse privatizzata: "Sono a favore del servizio pubblico e non per la privatizzazione della Rai. Comunque io non sono interessato perché sono un fornitore di contenuti".
Il 26 maggio di quell'anno rilancia Sportitalia sul mux Dfree e il 2 giugno seguente il canale ricomincia le trasmissioni sotto Ben Ammar.
Nel 2015 il gruppo Fininvest decide di uscire da Quinta e Ben Ammar, secondo gli accordi siglati nel 1989, esercita l'opzione di riacquisto del 22% per più di 30 milioni. Nel frattempo Ben Ammar entra anche nei CdA di Vivendi e Telecom su indicazione del maggiore azionista Vincent Bolloré
Attualmente, in partnership con la banca Goldman Sachs, sta sviluppando una piattaforma europea indipendente di distribuzione cinematografica che offra le stesse qualità delle major americane, ma che non abbia lo stesso funzionamento in termini di prese di decisione.
Inoltre si è attivato insieme al governo francese per ricapitalizzare Éclair.
Nel 2016 è regista e mediatore dello scambio azionario tra Vivendi di Bolloré e Mediaset di Berlusconi.
Dal dicembre di quell'anno Ben Ammar attraverso Prima TV detiene il 50% di Italia Sport Communication, società che gestisce Sportitalia, mentre il restante 50% se lo dividono il direttore Michele Criscitiello con la moglie Paola De Salvo.
Al 2017 risulta essere socio di minoranza della Lux Vide di Bernabei tramite Prima TV con l'intento di realizzare alcune serie per le piattaforme Amazon e Netflix.
Nel settembre di quell'anno dopo 14 anni esce dal CdA di Mediobanca.
A ottobre, in seguito allo scandalo per molestie sessuali, Harvey Weinstein, è costretto a lasciare la The Weinstein Company; Ben Ammar due anni prima aveva ottenuto che fosse inserito un nuovo codice di comportamento nel contratto del produttore che se infranto avrebbe condotto al licenziamento dato che aveva già distratto dei soldi dalla società per i suoi interessi personali. Nel marzo del 2018 Ben Ammar, come consigliere indipendente, cercherà di evitare il fallimento della società la quale però è costretta a chiudere battenti a luglio. 

Dalle sue ceneri nel marzo del 2019 Ben Ammar, tramite la Eagle Pictures, insieme a Gary Barber (presidente e AD), Cineworld e Lantern Entertainment (socio di maggioranza e successore della fallita TWC) fonda Spyglass Media Group, società indipendente di contenuti che eredita il marchio di Spyglass Entertainment Group.
A ottobre Prima TV di Ben Ammar e Sawiris si allea con Wind Tre per dare vita a una rete nazionale di ripetitori (più di 1000) cosicché le emittenti interessate possano trasmettere con la nuova tecnologia del digitale terrestre DVBT-2 e in alta definizione; il Ministero dello sviluppo economico dà l'ok all'intesa e assegna a loro la rete nazionale di ripetitori numero 11 operativa a partire dal 30 giugno 2022. Al 2019 è membro del consiglio generale di Confindustria Radio Televisioni (CRTV).
Dal marzo del 2020 Eagle Pictures è il nuovo distributore italiano di Paramount Pictures. Nel 2023 sarà premiato col premio Kinéo all'80ª Mostra internazionale d'arte cinematografica di Venezia come miglior produttore/distributore nazionale o internazionale.

## Vita privata
Ben Ammar è sposato con una donna cattolica, l'attrice di origini polacche Beata (nata Sonczuk) ed è padre di quattro figli. Vive con tre di loro (Neil, Tarak Jr. e Sonia) a Parigi dove questi frequentano la scuola americana; Sonia è una modella e attrice emergente che nel luglio 2025 ha sposato a Capri Rocco Basilico, manager di EssilorLuxottica.

## Controversie
Per sostenere la causa palestinese negli anni '80, Craxi chiede dei soldi a Berlusconi che non vuole esporsi direttamente in quanto in affari con gli americani e che allora affida a Ben Ammar l'incarico di vendere un pacchetto di diritti della library de La Cinq del valore di 200 miliardi di lire. Il tunisino chiede il 15% invece del 5% e la differenza, cioè 20 miliardi, viene girata all'OLP del leader Yasser Arafat attraverso la All Iberian, società off-shore di Berlusconi che poco dopo finisce nel mirino della magistratura milanese secondo la quale il cavaliere avrebbe versato 10 miliardi come tangente a Craxi e non come sostegno ad Arafat. Ben Ammar, che non testimonia ma che vorrebbe farlo solo da Parigi in presenza dei suoi avvocati, sostiene di aver mandato ai magistrati tutte le carte che provano l'operazione di vendita, compresa la ricevuta firmata da Arafat per aver ricevuto i soldi.

Dopo una condanna di 4 anni per Craxi e di 2 anni e 4 mesi per Berlusconi con l'accusa di finanziamento illecito, i due vengono infine prescritti qualche anno dopo.
Nel gennaio 2012 finisce in tribunale per aver trasmesso su Nessma Tv il film d'animazione Persepolis che racconta dell'evoluzione e dei mutamenti che l'Iran ha subito in seguito alla Rivoluzione islamica, visti attraverso gli occhi prima di una bambina e poi di una donna adulta; ma racconta anche dell'Europa, del mondo "occidentale" osservato da un'adolescente costretta ad allontanarsi dal proprio Paese e da una dittatura opprimente, soprattutto verso le donne.

## Riconoscimenti
Mostra internazionale d'arte cinematografica di Venezia
- 2023 – Premio Kinéo per il miglior produttore/distributore nazionale o internazionale